# Bocas del Toro (provins)
Bocas del Toro (spanskt uttal: [ˈbokaz ðel ˈtoɾo]) är en av Panamas nio provinser. Provinsen består av en del av fastlandet och nio huvudöar. Huvudort är Bocas del Toro på ön Isla Colón. Andra städer ligger i provinsen är Almirante och Changuinola. Provinsen hade 125 461 invånare vid folkräkningen år 2010, på en yta av 4 657 km².
Provinsen inrättades den 16 november 1903.

## Förvaltning
Provinsen förvaltas av en Gobernador (guvernör).
Bocas del Toro är underdelad i 4 distritos (distrikt) och 30 corregimientos (underdistrikt):
- Almirante
  - Corregimientos: Puerto Almirante, Barriada Guaymí, Barrio Francés, Nance de Risco, Valle del Risco, Valle de Aguas Arriba.

- Bocas del Toro
  - Corregimientos: Bocas del Toro, Bastimentos, Cauchero, Punta Laurel, Tierra Oscura.

- Changuinola
  - Corregimientos: Changuinola, Barriada 4 de Abril, Cochigro, El Empalme, El Silencio, Finca 30, Finca 6, Finca 60, Guabito, La Gloria, Las Delicias, Las Tablas, Teribe.

- Chiriquí Grande
  - Corregimientos: Chiriquí Grande, Bajo Cedro, Miramar, Punte Peña, Punta Robalo, Rambala.